# Sorpcja
Sorpcja – pochłanianie jednej substancji (gazów, par cieczy, par substancji stałych i ciał rozpuszczonych w cieczach), zwanej sorbatem, przez inną substancję (ciało porowate), zwaną sorbentem.
Procesom sorpcyjnym często towarzyszą inne, jak powierzchniowe wytrącanie się trudno rozpuszczalnych soli (właściwości roztworu przy granicy faz są często inne niż w głębi roztworu, na przykład może być zmieniona przenikalność dielektryczna).
Badając sorpcję, często analizuje się izotermę sorpcji, czyli zależność wielkości sorpcji od stężenia (w roztworze) lub ciśnienia substancji przy zachowaniu stałości temperatury.

## Rodzaje
| Proces                             | Działanie                                                 | Substancja pochłaniająca | Substancja pochłaniana | Aparatura                     |
| ---------------------------------- | --------------------------------------------------------- | ------------------------ | ---------------------- | ----------------------------- |
| absorpcja (sorpcja wgłębna)        | przenikanie masy, pochłanianie substancji całą objętością | absorbent                | absorbat               | absorber (aparat absorpcyjny) |
| adsorpcja (sorpcja powierzchniowa) | powierzchniowe wiązanie substancji                        | adsorbent                | adsorbat               | adsorber (aparat adsorpcyjny) |

Sorpcja może być procesem:
- chemicznym:
  - chemisorpcja – reakcja powierzchniowa
  - reakcja chemiczna w cieczy, np. pochłanianie dwutlenku węgla w roztworze NaOH)
- fizycznym:
  - adsorpcja fizyczna, czyli fizysorpcja – np. zanieczyszczenia na węglu aktywnym
  - absorpcja – podział substancji pomiędzy dwie fazy ciekłe lub ciekłą i gazową) lub np. wymianą jonową.

## Przykłady zastosowań
- Przez służby ratunkowe wykorzystywany jest sorbent celulozowy do „zbierania” rozlanych plam oleju i paliwa.
- Przez przedsiębiorstwa i zakłady przemysłowe jako obowiązkowe wyposażenie stanowisk pracy związane z  zapobieganiem skażeniu środowiska i zagrożeniom dla pracowników[6].
- Absorpcję ditlenku siarki stosuje się w energetyce.
- Adsorpcja węgla aktywnego (węgla leczniczego) wykorzystywana jest do pochłaniania szkodliwych substancji, będących przyczyną zatruć i dolegliwości żołądkowych.